# Danh sách của Schindler
Danh sách của Schindler (tựa gốc tiếng Anh: Schindler's Ark) là một tiểu thuyết viễn tưởng lịch sử giành giải thưởng Booker của  tiểu thuyết gia người Úc Thomas Keneally được xuất bản năm 1982. Ấn bản tại Hoa Kỳ của cuốn sách có tiêu đề Schindler's List; sau đó nó cũng được phát hành lại ở các quốc gia Khối thịnh vượng chung dưới tên này. Cuốn tiểu thuyết cũng đã được trao Giải thưởng Sách Thời báo Los Angeles cho tiểu thuyết năm 1983.
Cuốn sách kể về câu chuyện của Oskar Schindler, một thành viên của Đảng Quốc xã, người trở thành anh hùng bất đắc dĩ bằng cách cứu sống 1.100 người Do Thái Ba Lan trong thời kỳ Holocaust. Đây là một cuốn tiểu thuyết phi hư cấu mô tả người và địa điểm thực tế, với các sự kiện hư cấu, đối thoại và cảnh được thêm bởi tác giả, và đối thoại được xây dựng lại trong đó không biết chi tiết chính xác. Keneally đã viết một số tiểu thuyết được đón nhận trước và sau Danh sách của Schindler; tuy nhiên, sau khi bộ phim chuyển thể năm 1993 rất thành công của đạo diễn Steven Spielberg, nó đã trở thành tác phẩm được biết đến nhiều nhất và nổi tiếng nhất của ông.